# 27527 Kirkkoehler
27527 Kirkkoehler este un asteroid din centura principală de asteroizi.

## Descriere
27527 Kirkkoehler este un asteroid din centura principală de asteroizi. A fost descoperit pe 29 aprilie 2000 la Socorro, New Mexico, în cadrul proiectului LINEAR. Asteroidul prezintă o orbită caracterizată de o semiaxă mare de 2,86 ua, o excentricitate de 0,02 și o înclinație de 3,0° în raport cu ecliptica.